# Jedinečná šance
Jedinečná šance je druhé a také poslední studiové album brněnské progressive rockové skupiny Futurum. Vydáno bylo v roce 1987 (viz 1987 v hudbě) ve vydavatelství Supraphon.

## Popis alba a jeho historie
Deska Jedinečná šance vznikla v bratislavském studiu v polovině roku 1986, tedy v době, kdy členem kapely již nebyl kytarista Miloš Morávek, naopak se zde nově představili baskytarista Lubomír Eremiáš a saxofonista Leopold Dvořáček. Ačkoliv album bylo nahráváno během května a června 1986, k jeho vydání došlo až v následujícím roce.
Jedinečná šance obsahuje celkem osm skladeb, z nichž jedna („Standa“) je zcela instrumentální. Oproti prvnímu albu Ostrov Země, na jehož tvorbě se podíleli velkou měrou všichni členové skupiny, je hlavním autorem Jedinečné šance klávesista a zpěvák Roman Dragoun. Naopak v případě textů byl porušen monopol Soni Smetanové z Ostrova Země, na Jedinečnou šanci přispěl i Dragounův kamarád Milan Princ či František Roman Dragoun, klávesistův otec, básník a malíř.

## Vydávání alba
Deska Jedinečná šance byla na LP vydána ve vydavatelství Supraphon v roce 1987. K prvnímu vydání na CD došlo v roce 2005 v rámci dvojCD kompilace Ostrov Země/Jedinečná šance, kterou vydal Jiří Vaněk. První samostatná CD edice Jedinečné šance pochází z roku 2009 (Jiří Vaněk), kdy bylo album doplněno bonusovými nahrávkami, stejnými, jako v případě kompilace z roku 2005.

## Seznam skladeb
1. „Klaun“ (Dragoun/Princ) – 6:09
2. „Hry“ (Dragoun, Seidl/Smetanová) – 6:18
3. „Jedinečná šance“ (Dragoun/Smetanová) – 4:45
4. „Standa“ (Dragoun, Eremiáš, Seidl, Kopřiva) – 3:22
5. „Nekonečná“ (Dragoun, Eremiáš/Princ) – 3:59
6. „Filmy dnů“ (Dragoun, Kopřiva/Smetanová) – 5:45
7. „Voda“ (Dragoun/Smetanová) – 4:41
8. „Zdroj“ (Dragoun/F. R. Dragoun) – 6:59

Reedice z roku 2009 má následující tracklist:
1. „Soumrak“ (Kopřiva/Smetanová) – 5:20
Skladba ze sampleru Rockový maratón 2 (1986)
2. – 9. skladby z alba Jedinečná šance
3. „Moře, ty a nebe“ (Dragoun, Kopřiva/Zikmund) – 4:56
4. „Je čas“ (Dragoun/Princ) – 4:24
Nevydaný singl z připravovaného třetího alba skupiny (1987)
5. „Tak jak“ (Dragoun/Princ) – 3:59
6. „Svět kouře“ (Dragoun/Princ) – 3:50
Nevydané skladby z archivu Českého rozhlasu Brno (1988)
7. „Střílej“ (Dragoun/Princ) – 4:07
8. „Zdroj“ (Dragoun/F. R. Dragoun) – 10:03
Skladby nahrané na koncertě 14. dubna 1988 v Táboře

## Obsazení
- Futurum
  - Emil Kopřiva – elektrická kytara, vokály
  - Lubomír Eremiáš – baskytara
  - Roman Dragoun – klávesy, zpěv
  - Leopold Dvořáček – altsaxofon, tenorsaxofon, perkuse
  - Jan Seidl – bicí, perkuse
- Ivan Minárik – klávesy